# Platycarya
El género botánico Platycarya pertenece a la familia de las  juglandáceas.
Son árboles u ocasionalmente arbustos, caducifolios, monoicos. Brotes terminales subglobosos a ovoides, con escamas anchas, sobrepuestas. Hojas impares, pinnadas, raramente simples; folíolos (1-)7-15(-23), márgenes serrados. Inflorescencias terminales en crecimientos nuevos, erectas, panícula andrógina de espigas masculinas y femeninas, las laterales macho, las centrales hembras. Flores entomófilas. Flores masculinas sin sépalos, bráctea entera; bracteolas ausentes; estambres 4-15, anteras glabras. Flores femeninas subtendidas en una bráctea entera, ± libres del  ovario; 2 bracteolas 2, 2-sépalos 2; estilo ausente; estigmas carinales, 2-lobuladas, cortas,  plumosas. Espigas frutícolas cortas, erectas, brácteas rígidas, persistentes. Fruto pequeño, achatado, angostado, 2-cámaras en la base. Germinación epigea.